# Rucka Rucka Ali

Rucka Rucka Ali

Rucka Rucka Ali (geboren 27. Januar 1987 in Jerusalem) ist ein US-amerikanischer Rapper und Comedian aus West Bloomfield Township (Michigan), welcher durch seine Parodien bekannt wurde. Seine Lieder haben politische Facetten und enthalten vulgäre, schwarzhumorige Texte. Ein Merkmal seiner Arbeit ist, dass er sich den größten Teil seiner Featurings ausdenkt.

## Leben
Rucka Rucka Ali wurde am 27. Januar 1987 in Jerusalem in eine jüdisch-orthodoxe Familie geboren. Er fiel als sehr junger Mensch von diesem Glauben ab und entwickelte sich zu einem Nihilisten.
Rucka Rucka Ali debütierte 2009 mit seinem Album Straight Outta West B über das Label Pinegrove Records. Es folgte das Album I’m Black, You’re White & These Are Clearly Parodies. Das Album erreichte Platz 6 der U.S. Billboard Top Comedy Albums. Es folgte das Weihnachtsalbum A Very Rucka Christmas. 2011 folgte Probably Racist, gefolgt von einem zweiten Weihnachtsalbum. Es folgte 2012 Rucka’s World und 2015 Black Man of Steal. Die meisten Alben erreichten die Top 10 der Billboard Top Comedy Album Charts.

## Stil
Rucka Rucka Ali wird gerne als das Hip-Hop-Pendant zu Weird Al Yankovic beschrieben. Seine Parodien auf bekannte Songs enthalten zum Teil sehr derben schwarzen Humor und kontroverse Themen. So wurde beispielsweise Chainsmokers’ Hit Closer zu einem Song über Suizid.

## Kontroverse
Durch seinen beißenden, ätzenden Humor wurde Rucka Rucka Ali immer wieder zum Gegenstand von Kontroversen. Seine Kunst wird oft missverstanden. So kam es in Bournemouth zu einem Vorfall, bei dem sein Lied I’m Korean, eine Parodie auf I’ve Got a Feeling von The Black Eyed Peas in der Schule gespielt wurde. Bei dem Video macht er sich über die koreanische Kultur lustig und zeigt Aufnahmen aus Nord- und Südkorea. Die drei Schüler, die für das Abspielen des Videos verantwortlich waren, wurden bestraft. Der Vorfall machte landesweite Schlagzeilen. Im Zuge dessen erreichte der Song Platz 16 der britischen Official Independent Singles Breakers Chart.
In dem Song Zayn Did 9/11 machte er Zayn Malik verantwortlich für die Terroranschlägen am 11. September 2001. In Großbritannien löste der Song einen Shitstorm der Anhänger von One Direction gegen Rucka Rucka Ali aus. Der Song basierte auf Selena Gomez’ Single Come and Get It. Der Text wiederum basiert auf einem Foto von Malik, das ihn beim Eid al-Ghadir zeigte und das rassistische Kommentare von Internet-Trollen provozierte.
In Wales musste sich ein McDonald’s Restaurant öffentlich entschuldigen, nachdem es den Song Only 17 von Rucka Rucka Ali um 9:30 am Morgen gespielt hatte. Ein Rentner, der mit seinem Enkelsohn frühstücken war, verklagte die Filiale. Der Song enthält explizite Schilderung von Sex mit Minderjährigen und einer Vergewaltigung in einem Gefängnis.
Der YouTuber und Online-Aktivist Shlomo Finkelstein wurde in Deutschland zu einem Jahr Freiheitsstrafe verurteilt, unter anderem für die Verwendung eines Ausschnitts eines Musikvideos von Rucka Rucka Ali.

## Diskografie

### Studioalben
- 2008: Straight Outta West B
- 2010: I’m Black, You’re White & These Are Clearly Parodies
- 2010: A Very Rucka Christmas
- 2011: Probably Racist
- 2011: A Very Rucka Christmas: The 2nd Cumming
- 2012: Rucka’s World
- 2015: Black Man of Steal
- 2016: Everything Is Racist
- 2017: Rucka Rucka Ali Is a Prophet 2008-2011

### Singles

#### Als Leadmusiker
| Jahr | Titel                                        | Parodie von                                                         |
| ---- | -------------------------------------------- | ------------------------------------------------------------------- |
| 2012 | Al Qaedirection                              | Die Young von Ke$ha                                                 |
| 2012 | Brony Style                                  | Gangnam Style von PSY                                               |
| 2012 | I Wanna Rape                                 | Wide Awake von Katy Perry                                           |
| 2016 | Lars is Gay                                  | The Memory Remains von Metallica                                    |
| 2017 | Grab America by the Pussy                    | Sit Still, Look Pretty von Daya                                     |
| 2017 | Heroes & Trolls                              | All Star von Smash Mouth                                            |
| 2017 | Hitler Is PewDiePie                          | Scars to Your Beautiful von Alessia Cara                            |
| 2017 | iPhones Gay                                  | Why Don’t You Get a Job? von The Offspring                          |
| 2017 | Isis Isis Baby                               | Ice Ice Baby von Vanilla Ice                                        |
| 2017 | Leafy is Literally                           | Crawling von Linkin Park                                            |
| 2017 | It’s Very Gay Bro                            | It’s Everyday Bro von Jake Paul feat. Team 10                       |
| 2017 | Milo’s Gay                                   | Paris von The Chainsmokers                                          |
| 2017 | Sargon                                       | Starboy von The Weeknd feat. Daft Punk                              |
| 2017 | I’m in the Illuminati                        | Shape of You von Ed Sheeran                                         |
| 2017 | Dear White People                            | Despacito (Remix) von Luis Fonsi & Daddy Yankee feat. Justin Bieber |
| 2017 | I’m Racist (In No Way Whatsoever)            | Body Like a Back Road von Sam Hunt                                  |
| 2017 | Treat Jew Better                             | Treat You Better von Shawn Mendes                                   |
| 2017 | Prince Ali Obama                             | Prince Ali von Robin Williams aus Aladdin                           |
| 2017 | Party in the TSA                             | Party in the U.S.A. von Miley Cyrus                                 |
| 2017 | All I Do is Game                             | Stay von Zedd feat. Alessia Cara                                    |
| 2017 | Not My Fault (That We Black)                 | There’s Nothing Holdin’ Me Back von Shawn Mendes                    |
| 2017 | I’m Thainese (Not Chinese)                   | Sorry Not Sorry von Demi Lovato                                     |
| 2018 | China Na Na (ft. DJ Not Nice)                | Havana von Camila Cabello feat. Young Thug                          |
| 2018 | Logan Dindu Nuffin                           | New Rules von Dua Lipa                                              |
| 2018 | This Is Why We Can’t Have Rice Things        | This Is Why We Can’t Have Nice Things von Taylor Swift              |
| 2018 | Aluwakbar                                    | Rockstar von Post Malone feat. 21 Savage                            |
| 2018 | Eat a D                                      | Meant to Be von Bebe Rexha feat. Florida Georgia Line               |
| 2018 | Aids in Africa                               | Africa von Toto                                                     |
| 2018 | Netherlands Gay                              | Whatever It Takes von Imagine Dragons                               |
| 2018 | White People Can’t Even                      | The Middle von Zedd feat. Maren Morris & Grey                       |
| 2018 | Kim & I                                      | Him & I von G-Eazy feat. Halsey                                     |
| 2018 | Believe Her                                  | Believer von Imagine Dragons                                        |
| 2019 | Old Town Grope                               | Old Town Road von Lil Nas X                                         |
| 2019 | Ginger                                       | Timber von Pitbull feat. Ke$ha                                      |
| 2019 | We Fuck the Earth                            | Earth von Lil Dicky                                                 |
| 2019 | White Men                                    | Truth Hurts von Lizzo                                               |
| 2020 | I’m the Black Guy                            | Bad Guy von Billie Eilish                                           |
| 2020 | Corn Virus                                   | Panini von Lil Nas X                                                |
| 2020 | Conscious Rapper                             | —                                                                   |
| 2021 | Black God                                    | Rap God von Eminem                                                  |
| 2021 | I’m Always Mean to Jew                       | Mood von 24kGoldn and Iann Dior                                     |
| 2021 | I Watch Anime                                | Bang von AJR                                                        |
| 2021 | Have You Seen John Connor?                   | Use Somebody von Kings of Leon                                      |
| 2021 | Kobe                                         | Montero (Call Me von Your Name) von Lil Nas X                       |
| 2021 | I’m Gay                                      | Go Crazy von Chris Brown & Young Thug                               |
| 2021 | We Blew Up                                   | Beautiful People von Ed Sheeran feat. Khalid                        |
| 2021 | Life Online                                  | Dynamite von BTS                                                    |
| 2021 | Black Friend                                 | Best Friend von Saweetie ft. Doja Cat                               |
| 2021 | Therefore I Trans                            | Therefore I Am von Billie Eilish                                    |
| 2021 | Goo 4 U                                      | Good 4 U von Olivia Rodrigo                                         |
| 2021 | Ayrab's Paradise                             | Gangsta’s Paradise von Coolio                                       |
| 2021 | Basket Balls Gay                             | Build a Bitch von Bella Poarch                                      |
| 2021 | Xi Ping Little Dick Funny Song With Kim Jong | Lil Bit von Florida Georgia Line & Nelly                            |
| 2021 | Don’t Worry About Norway                     | Don’t Worry von Madcon                                              |
| 2021 | Stalin Song                                  | Peaches von Justin Bieber, Daniel Caesar & Giveon                   |
| 2021 | Danny Tanner Rap                             | Marshall Mathers von Eminem                                         |
| 2022 | I Live In Haiti                              | Levitating von Dua Lipa feat. DaBaby                                |
| 2022 | Bob Is Dead                                  | Barbara Ann von Beach Boys                                          |
| 2022 | Godzirra                                     | Godzilla von Eminem feat. Juice Wrld                                |
| 2022 | Chigger                                      | Shivers von Ed Sheeran                                              |
| 2022 | (Clean Your) Room Room Now                   | Boom Boom Pow von Black Eyed Peas                                   |
| 2022 | Im Pikachu Achoo                             | Hot Girl Bummer von Blackbear                                       |
| 2022 | Will Smith Energy                            | Big Energy von Latto                                                |
| 2022 | I Love the CCP                               | Enemy von Imagine Dragons & JID                                     |
| 2022 | Ninja                                        | Woman von Doja Cat                                                  |
| 2022 | I’m Romanian                                 | Maniac von Michael Sembrello                                        |
| 2022 | Oscar the Incel                              | Betty (Get Money) von Yung Gravy                                    |
| 2022 | Pygmies                                      | Kiss Me von Sixpence                                                |
| 2022 | The Story of Jesus                           | Victoria's Secret von Jax                                           |
| 2023 | Top G                                        | ABCDEFU von Gayle                                                   |
| 2023 | Andrew Tate                                  | Whatcha Say von Jason Derulo                                        |
| 2023 | Furries (I Dress Like a Dog)                 | Promiscuous von Nelly Furtado feat. Timbaland                       |
| 2023 | It’s Ramadan                                 | Tunak Tunak Tun von Daler Mehndi                                    |
| 2023 | Palestinians (Know How to Party)             | California Love von 2Pac                                            |
| 2023 | Asian Paradise                               | Gangsta's Paradise von Coolio                                       |
| 2023 | Joe Biden No! (Nintendoverse)                | Can’t Tame Her von Zara Larsson                                     |
| 2023 | I Am Obama                                   | Mother von Meghan Trainor                                           |
| 2023 | Women Outside the Kitchen                    | Rich Men North of Richmond von Oliver Anthony                       |
| 2023 | Gay Now in Malta                             | All Star von Smash Mouth                                            |
| 2023 | I’m Serbian                                  | Disturbia von Rihanna                                               |
| 2024 | Master of Dungeons                           | Master of Puppets von Metallica                                     |
| 2024 | We Are the Houthis!                          | Lil Boo Thang von Paul Russell                                      |
| 2024 | Skibidi I’m Inside Your Toilet               | J Christ von Lil Nas X                                              |
| 2024 | What Colour’s Your Bugatti?                  | Shape of You von Ed Sheeran                                         |
| 2024 | Adolf’s Paradise                             | Gangsta’s Paradise von Coolio                                       |
| 2024 | I’m Not a Czech (I'm Slovak)                 | obsessed von Olivia Rodrigo                                         |
| 2024 | I Wanna Blow U (Up)                          | Agora Hills von Doja Cat                                            |
| 2024 | 2 Pack, 2 Pack                               | Bad Feeling (Oompa Loompa) von Jagwar Twin                          |
| 2024 | Germania                                     | Amerika von Rammstein                                               |
| 2024 | I’m Aboriginal                               | Wild Ones von Jessie Murph & Jelly Roll                             |
| 2024 | Baby Baby Baby Oil                           | Baby von Justin Bieber feat. Ludacris                               |

#### Als Featuring
| Jahr | Video                       | Beteiligte Künstler               |
| ---- | --------------------------- | --------------------------------- |
| 2021 | Pill Popper (Remix)         | Jeremie featuring Rucka Rucka Ali |
| 2022 | Pill Popper (Dubstep Remix) | Jeremie featuring Rucka Rucka Ali |
| 2024 | Iron Zion Lion              | Jeremie featuring Rucka Rucka Ali |

### Musikvideos
| Jahr | Video                       | Regie                     |
| ---- | --------------------------- | ------------------------- |
| 2006 | I Heart Crack               | DeeJay Vinegar            |
| 2008 | I Don’t Like White People   | Serchlite Music/Pinegrove |
| 2008 | I Can Do Whatever I'm White | MC Serch                  |
| 2008 | Good Kids Smoke Crack       | Pinegrove Records         |
| 2009 | Anne Frank Bash 2009        | Serchlite Music/Pinegrove |
| 2009 | Pligganease                 |                           |
| 2013 | Justin’s Beaver             | Pinegrove Collective      |
| 2015 | Kim Jong Un Song            | Dave Farese               |
| 2015 | Shake Ur Tush               |                           |
| 2017 | Am I Gay?                   | Foxy                      |
| 2017 | EBOLA 2.0.                  |                           |